# Cesare Canevari
Cesare Canevari (13 d'octubre de 1927 - 25 d'octubre de 2012) va ser un actor, director i guionista italià.

## Vida i carrera
Nascut a Milà, Canevari va començar la seva carrera poc després de la Segona Guerra Mundial com a actor de teatre, de vegades també apareix en pel·lícules en papers menors. Conegut diverses vegades com "un geni avançat al seu temps", "un mestre del cinema de gènere" i "un dels directors menys etiquetables del cinema de gènere italià", va dirigir nou pel·lícules entre 1964 i 1983. Sovint caracteritzat per un estil inusual, les seves pel·lícules van variar per diferents gèneres, com ara noir, Nazisploitation, Spaghetti Western, giallo i melodrama. Les seves pel·lícules generalment es van produir i rodar a Milà.

## Filmografia

### Director
- Per un dollaro a Tucson si muore (1965)
- Un tango dalla Russia (1965)
- Una iena in cassaforte (1968)
- Io, Emmanuelle (1969)
- Matalo! (1970)
- Il romanzo di un giovane povero (1974)
- La principessa nuda (1976)
- L'ultima orgia del III Reich (1977)
- Missile X – Geheimauftrag Neutronenbombe (1979)
- Delitto carnale (1982)

### Actor
- I due sergenti, de Carlo Alberto Chiesa (1951)
- Miracolo a Viggiù, de Luigi Giachino (1952)

### Productor
- L'ultima orgia del III Reich, de Cesare Canevari (1977)

### Muntador
- La principessa nuda, de Cesare Canevari (1976)